# Szeremetja
Szeremetja (bułg. Шереметя) – wieś w Bułgarii, w obwodzie Wielkie Tyrnowo, w gminie Wielkie Tyrnowo. W 2024 roku mieszkało tam 282 ludzi.